# Una storia semplice (film 2016)
Una storia semplice è un film documentario del 2016 diretto da Giuseppe Garau. 
Il film, sulla storia della campionessa mondiale di marcia Annarita Sidoti, è stato prodotto dalle torinesi Raining Film e .puntozero.

## Distribuzione
Il film è stato distribuito in Italia a marzo 2017, con oltre 70 proiezioni nei cinema e nelle scuole del Paese.

## Riconoscimenti
- Miglior documentario Overtime festival 2016[1]
- Selezione ufficiale allo Sport Film Festival 2017
- Selezione ufficiale al Matera Film Festival 2017
- Selezione ufficiale Aegean Docs 2017[2]